# Hibaizmus
A hibaizmus kortárs fotóművészeti stílusirányzat. 
Az elnevezés 2005-ben született meg, mögötte egy fotográfiával foglalkozó csoport áll.
A hibaista fotók lényege, hogy üzenetük, vagy esztétikájuk organikus módon épül a hibákra, illetve a véletlenekre. Az irányzat neve az alkotói módszerből eredeztethető: a hibaista alkotók a véletleneket és a hibákat bevallottan felhasználják művészeti tevékenységül során. E hibával a felismerés után sem azonosulnak, azt külső tényezőként építik munkáikba.
Ahhoz, hogy hibaista szempontból értékelhető alkotás születhessen, alapvető feltétel, hogy az alkotási folyamatban az alkotó és az üzenet közé egy mesterséges médium kerüljön, amelynek képesnek kell lennie arra, hogy önálló, vagy önállónak ható működésbe lépjen. Magától értetődő, hogy a fotográfiában ilyen eszköz lehet a fényképezőgép. A nem szándékolt, tehát véletlen, vagy önállónak ható működés hatására születő új üzenetek akár teljesen megváltoztathatják az alkotó eredeti mondanivalóját, s a szerző mégsem tulajdonítja kizárólag magáénak az új üzenetet. A Kardos Sándor által létrehozott Hórusz Archívumra utalva a hibaisták is szeretik úgy megfogalmazni a képalkotás lényegét, hogy: „Isten ujja beleért a képekbe”. 
A hibákat a műalkotásba szándékosan beépítő hozzáállás jelenségével nem kizárólag a fotográfia területén találkozhatunk. Az elektronikus zenei műfajokban is honos ez az attitűd. Az 1990 évek óta létjogosult Glitch (zene) műfajjal rokon a hibaizmus, ám a fő különbség a két műfaj által felhasznált hibák eredetében áll: a hibaizmus esztétikájában az előidézett mellett még hangsúlyosabb szerepet kapnak a véletlen hibák.

## A hibafa
A hibaisták az általuk megfigyelt hibákat egy hibafa felállításával próbálták rendszerbe hajlítani. Az eredetileg felállított hibafa reális, lelkiismeretes megalkotása a végtelen lehetőségek sokfélesége miatt lehetetlen lett volna, így maradtak a két alapvető legnagyobb csoportnál: a fatális és a direkt hibaizmusnál. 

### Fatális hibaizmus
Az alkotás olyan hibába ütközik, amely meglepetést okoz az alkotónak: nem szándékai szerint zajlik az irányítás. A hibajelenséget mégis befogadja, de nem tartja saját szándékúnak.

### Direkt hibaizmus
Az alkotó hibafaktorokat állít fel, lehetőséget ad a véletleneknek, bizonyos határok között kiszámíthatóvá teszi az esztétikai hatást. Ebben a módszerben is fellelhető a véletlen ereje. 

## A hibaizmus története
2010-ben Jokesz Antal nyitotta meg az első számottevő hibaista kiállítást, 2012-ben az alapító tag A Fehér Vera saját hibaista tárlatához Kardos Sándor fűzött szavakat, a 2014-es hibaprodukciókat pedig Kincses Károly (muzeológus) nyitotta meg a dunaújvárosi Kortárs Művészeti Intézetben. A hibaista csoportot, s vele együtt az attitűdöt 2009-ben az egykori budapesti Három Hét Galéria karolta fel, melyet Glázer Attila vezetett. A csoportnak éveken keresztül rendszeres tematikus kiállításokra nyílt lehetősége. A galéria 2013-ra bezárta kapuit, illetve nem ugyanabban a formában maradt életben, így a hibaizmusnak önálló utakra kellett lépnie.

## A Hibaista Klub
A Hibaista Klub a hibaizmust követő fotóművészek egy zárt csoportja. A tagok az első évek során sokat változtak, mára azonban valamelyest fixálódott a lista. Viszonylag rendszeresen bővíti tagjainak listáját a csoport, közös megegyezéssel döntenek az új felvételről. A taglista a következő: A Fehér Vera, Acsai Miklós, Altnőder Emese, Biró Roland, Borsay Márti, Eperjesi Ágnes, Kovács Dóra Mirtill, Martinkó Márk, Miroslav Zselinsky, Rácmolnár Milán, Sprenc Balázs, Szentpéteri Szandra, Vachter János.